# Thomas Johnson (Politiker, 1812)
Thomas Johnson (* 4. Juli 1812 in Montgomery County, Kentucky; † 7. April 1906 Mount Sterling, Kentucky) war ein amerikanischer Politiker.
Johnson vertrat zwischen 1861 und 1862 seinen Heimatstaat im Provisorischen Konföderiertenkongress. Ferner war er während des Sezessionskriegs als Colonel in der Confederate States Army tätig. Nach dem Krieg wählte man ihn 1876 in das Repräsentantenhaus von Kentucky, wo er bis 1877 verblieb. Anschließend war er von 1878 bis 1882 im Senat von Kentucky.